# 朝勒孟
朝勒孟（1966年2月—），内蒙古四子王旗人，蒙古族，中国共产党党员。中华人民共和国政治人物、第十三届全国人民代表大会内蒙古地区代表。

## 生平
2018年2月24日，当选为第十三届全国人大代表。